# Austrachipteria lamellata
Austrachipteria lamellata är en kvalsterart som beskrevs av Balogh och Sandór Mahunka 1966. Austrachipteria lamellata ingår i släktet Austrachipteria och familjen Austrachipteriidae. Inga underarter finns listade.